# George "Harmonica" Smith
George "Harmonica" Smith (nacido Allen George Smith, 22 de abril de 1924 - 2 de octubre de 1983) fue un armonicista estadounidense de blues.

## Biografía
Smith nació en West Helena, Arkansas, aunque creció en la localidad de Cairo, Illinois. Comenzó a tocar profesionalmente en 1951. Formó parte de la banda de Muddy Waters desde 1954, colaborando con el grupo de forma intemitente. Pasó la mayor parte de su vida establecido en la Costa Oeste de los Estados Unidos.
Smith tocó junto a Rod Piazza en el grupo Bacon Fat antes de trabajar con Big Mama Thornton durante la década de los 70 y participó en la grabación del álbum en directo Jail de 1975.
George "Harmonica" Smith falleció en 1983, en Los Angeles, California a los 59 años de edad.

## Discografía seleccionada
- 2011: Teardrops Are Falling (Electro-Fi Records)[4][5]
- 1993: Harmonica Ace Ace Records[6]
- 1978: Harmonica Blues King Dobre Records DR1061[7]